# 1261
1261 (MCCLXI) je bilo navadno leto, ki se je po julijanskem koledarju začelo na soboto.

## Dogodki

### Restavracija Bizantinskega cesarstva
- 13. marec - Sporazum v Nymphaeumu: sklenjen je trgovsko-politični sporazum med Nikejskim cesarstvom in pomorsko Genovsko republiko. Nikejski cesar Mihael VIII. Paleolog oceni, da bo za zavzetje latinskega Konstantinopla potreboval pomoč na morju. Ker so naravni zavezniki Latinskega cesarstva Benetke, se odloči za sklenitev zavezništva z Genovčani.

- 25. julij - Propad križarskega Latinskega cesarstva v Konstantinoplu: nikejski vojskovodja Aleksej Strategopul, ki vodi izvidniški oddelek Kumanov, izkoristi odsotnost križarske vojske in beneške mornarice v Konstantinoplu in zavzame mesto. Da bi zaradi maloštevilčnosti trenutno razpoložljive nikejske vojske zavrnil vrnitev Latinov in Benečanov, ki so se nepremišljeno odpravili na plenilski pohod na nek nikejski otok, požge beneško pristanišče in četrt v mestu.
  - Beneška mornarica se vrne še pravi čas, tako da večino Latinov evakuira, zaostale izmaličijo in/ali pobijejo osvajalci.
  - Latinski cesar Baldvin II. je v času osvojitve mesta še spal in je za las zbežal pred osvajalci ter za sabo pustil cesarske regalije (pečat, krono, listine, itd.)
  - Ocenjeno je, da je bilo pribivalcev Konstantinopla ob zavzetju leta ← 1204 več kot 250.000 tisoč. Ob koncu Latinskega cesarstva jih je zgolj še 35.000, večina nekoč obljudenega mesta pa uničena in zanemarjena.
- 15. avgust - Hagia Sophia: Mihael VIII. Paleolog je kronan za novega bizantinskega cesarja. Bizantinsko cesarstvo je s tem dejanjem obnovljeno. Mihael VIII. okliče za socesarja svojega mladoletnega sina Andronika II.
- 25. december - Da se ne bi njegovi dvorjani poslužili kakšne spletke, ukaže Mihael VIII. oslepiti svojega mladoletnega (nikejskega) socesarja Ivana IV. Laskarisa. Konstantinopelski patriarh Arzenij Avtorijan, ki ga je Mihael VIII. nastavil nekaj mesecev prej, zaradi tega dejanja izobči cesarja. 1265 ↔

### Mongolska nasledstvena kriza
- Mongolski imperij: pretendenta za mongolskega vrhovnega kana Arikbek in Kublajkan spomladi nadaljujeta državljansko vojno. Po nekaj praskah z manjšimi enotami, saj je bila mobilnost teh enot sorazmerna s težavnostjo oskrbe, Kublajkan izrine Arikbeka iz večine Mongolije in grozi, da bo zavzel porečje reke Jenisej, kjer je taboril Arikbek. Najstarejši brat Hulagu kan, ki vodi Ilkanat podpre Kublajkana, njihov mali bratranec Berke, ki vodi Zlato hordo in je sovražen Hulaguju, podpre Arikbeka.
- Kitajska: Kublajkajeva generala Kadan in Lian Xixian z ločenima armadama onemogočita še zadnjo najzahodnejšo oskrbovalni koridor, ki je povezoval zahodno Kitajsko z Mongolijo. Hkrati prekineta povezavo z Arikbeku zvestimi enotami v Sečuanu in Mongolijo.
- Čagatajski kanat: z instalacijo Alguja za kana Čagatajevega ulusa dobi Arikbek novo močno bazo, iz katere se lahko zoperstavi Kublajkanu in Hulaguju. 1262 ↔
- Beneška trgovca Niccolò in Maffeo Polo se v iskanju boljšega zaslužka iz Soldaije, beneške kolonije na Krimu, odpravita v Saraj, prestolnico Zlate horde, kjer ostaneta kakšno leto dni. 1262 ↔

### Ostalo
- januar - Papež Aleksander IV. prepove bičarje.
- 28. februar - Umrlega brabantskega vojvodo Henrika III. nasledi mladoletni sin Henrik IV., ki pa v duševnem razvoju ostane na ravni otroka. 1267 ↔
- 31. marec - Dunaj: madžarski kralj Béla IV. in češki kralj Otokar II. Pšemisl, ki je prvega prejšnje leto hudo porazil, skleneta mirovni sporazum. Béla IV. se odpove Štajerski v zameno, da se Otokar II. loči od svoje ostarele soproge Margarete Avstrijske[1] ter poroči z Bélovo vnukinjo Kunigundo Slavonsko, ki je pol stoletja mlajša od prve Otokarjeve soproge.
  - Še istega leta Béla IV. napade bolgarskega carja Konstantina Tiha okoli neke obmejne pokrajine, ki mu jo potem odvzame. Ker Béla IV. favorizira svojega najmlajšega sina Bélo Slavonskega, to razjezi starejšega Štefana V.. Kraljeva kanclerja in nadškofa s pregovarjanjem obeh komaj brzdata bojevite strasti med očetom in (upornim) sinom, ki preidejo v občasne praske na bojiščih. 1264 ↔
- maj -  Malo pred smrtjo izda papež Aleksander IV. bulo za angleškega kralja Henrika III., v kateri ga odvezuje od Oxsfordskih določb, ki jih je bil prisiljen podpisati pod pritiskom upornih baronov leta ← 1258. Ta papeževa odveza je povod v ti. Drugo baronsko vojno (1264–1267).
- 25. maj - Umre papež Aleksander IV.. Nasledi ga jeruzalemski patriarh Jacques Pantaléon, ki si nadane ime Urban IV.. S tem postane 182. papež po seznamu.
- 8. julij - Po smrti umrlega grofa Holsteina in Schauenburga Adolfa IV. si med sabo razdelita fevde sinova Ivan I. (Holstein-Kiel) in Gerhard I. (Holstein-Itzehoe).
- 23. julij - Bitka pri Callannu, Irska: irski keltski staroselci iz žepne kraljevine Desmond porazijo hibernonormanske invazijske sile, ki jih vodi John FitzGerald, 1. baron Desmonda.
- 18. september - Umrlega kölnskega nadškofa Konrada iz Hochstadena nasledi Engelbert II. iz Falkensteina.

- Veliki pruski upor 1260–1274: baltski Prusi prevladajo nad podeželjem in zavzamejo manjše utrdbe Tevtonskih vitezov, da pa bi zavzeli še večje, nimajo ne strategije ne sredstev za dolgotrajnejša obleganja. Novo izvoljeni papež Urban IV., ki je bil mdr. tudi misijonar v Prusiji, pozna problematiko v tej deželi, zato začne nemudoma izdajati papeške bule, ki pozivajo na križarsko vojno proti Prusom, in zagotavljati tevtonskim vitezom dodatne vire pomoči. 1262 ↔
- Norveški kralj Hakon IV. obnovi suverenost norveške kraljevine nad preteklimi vikinškimi kolonijami, ki so ves ta čas vsaj nominalno priznavale fevdalno vez z (oddaljenim) norveškim kraljem in na ta način ohranjala de facto samostojnost. Fevdalno prisego z matico obnovijo: Kraljevina Man s Hebridi[2], otočji Shetland in Orkney, Ferski otoki in grenlandski koloniji (Zahodna in Vzhodna). Podreditev Islandije zahteva nekaj več časa in spletk. Vsa ta ozemlja spadajo pod provinienco norveške nadškofije Nidaros. 1262 ↔
- Umrlega mestnega grofa Nürnberga Konrad I. Hohenzollerna nasledi sin Friderik III.
- Po smrti de facto jeruzalemske regentinje Plesance Antiohijske prevzame regentstvo svakinja Izabela Lusignanska.
- Zamorje: egiptovski mameluški sultan Bajbars izpusti bejrutskega barona Ivana II., ki je bil ujet na enem od plenilskih pohodov, v zameno za zavezništvo in uporabo bejrutskega pristanišča. 1264 ↔
- Egipt: mameluški sultan Bajbars nominalno restavrira abasidski kalifat v Egiptu in za novega kalifa Islama nastavi (razpoložljivega) člana hiše Abasidov Al-Mustansirja.
- Kitajski matematik Jang Hui predstavi Pascalov trikotnik do sedme vrstice.

## Rojstva
- 1. februar - Walter de Stapledon, angleški diplomat, škof Exterja († 1326)
- 11. februar - Oton III./Béla V., vojvoda Spodnje Bavarske, kralj Ogrske († 1312)
- 28. februar - Margareta Škotska, norveška kraljica († 1283)
- 1. marec - Hugh Despenser starejši, angleški kraljevi komornik, 1. grof Winchester († 1326)
- 9. oktober - Denis Portugalski, portugalski kralj, pisatelj, pesnik, skladatelj († 1325)

Neznan datum
- Albertino Mussato, italijanski pesnik, zgodovinar in politik(† 1329)
- Bernard Gui, francoski inkvizitor, kronist († 1331)
- Bohemond VII., tripolitanski grof († 1287)
- Daniel Moskovski, moskovski knez, pravoslavni svetnik († 1303)
- Immanuel Romano, italijanski judovski učenjak in pesnik († 1328)
- Vladislav I. Dolgokomolčni, poljski kralj († 1333)

## Smrti
- 28. februar - Henrik III., brabantski vojvoda (* 1231)
- 25. maj - papež Aleksander IV. (* 1199)
- 8. julij - Adolf IV., grof Holsteina in Schauenburga (* 1205)
- 24. avgust - Ela, 3. grofica Salisbury, angleška plemkinja (* 1187)
- 18. september - Konrad iz Hochstadena, kölnski nadškof (* 1205)
- 9. november - Sanča Provansalska, cornwallska grofica, nemška kraljica (* 1228)

Neznan datum
- An-Nasir Davud, emir Damaska in Keraka (* 1206)
- Čin Džjušao, kitajski matematik (* 1202)
- Étienne de Bourbon, francoski inkvizitor (* 1190)
- John FitzGerald, hiberno-normanski plemič
- Konrad I., mestni grof Nürnberga (* 1186)
- Plesanca Antiohijska, ciprska kraljica, jeruzalemska regentinja (* 1235)